# 大怪獣激闘 ガメラ対バルゴン COMIC VERSION
『大怪獣激闘 ガメラ対バルゴン COMIC VERSION』（だいかいじゅうげきとう ガメラたいバルゴン コミックバージョン）は、2003年に発売された近藤和久の漫画。1966年に公開された特撮映画『大怪獣決闘 ガメラ対バルゴン』を原典とし、近藤が新たに描き下ろしたものである。

## 概要
1995年公開の『ガメラ 大怪獣空中決戦』に感動した近藤が、当時の角川書店の編集員に「ガメラの漫画を描きたい」と打診したところ、了承を得られたために執筆活動が始まった。しかし、当時の近藤は連載中の作品（『機動戦士ガンダム0079』など）を優先せざるを得なかったうえ、アシスタントを使わなかったために作業はなかなか進まず、1999年に『ガメラ3 邪神〈イリス〉覚醒』の公開が終了してもなお、完成しなかった。「映画化に合わせての漫画化した物ではなく、『ガメラ2 レギオン襲来』と『ガメラ3 邪神〈イリス〉覚醒』との間に位置するストーリーとしながらも、あくまで独立した作品との考えがあった」と語っている。
『大怪獣決闘 ガメラ対バルゴン』については「思い入れのある作品」と語っており、ストーリーやムードを残しつつ、現代的にアレンジしている。しかし、本作ではソビエト連邦が健在であったり、自衛隊の装備品が一部旧装備であるなど、平成ガメラシリーズの世界観（や現実）との相違点が見られる。
著者の「あとがき」に加え、樋口真嗣（平成ガメラシリーズ特撮監督）へのインタビュー（「樋口真嗣監督の激烈特撮トーク」）も収録されている。

### 樋口真嗣監督の激烈特撮トーク
本作に対して「米軍が出せるのが羨ましかった」と語っており、『ガメラ 大怪獣空中決戦』において同描写が検討された結果、頓挫したことが明らかにされている。
内容に関しては、「都市（建物）破壊が少し足りない代わりに、怪獣同士の戦いは多い」、「人それぞれのガメラ作品が有っても良い」と述べている

## あらすじ
パイロットの開田、宝石商の井上、学者の下丸子は、ニューギニア近くの島で、バルゴンの骨と大量の宝石を発見する。しかし、骨の頭部から滴り落ちてきた巨大なオパールを巡って奪い合いになり、井上は下丸子博士を射殺してしまう。開田も突如起きた地震と浸水で流されてしまい、井上は一人で島を脱出したが、手に入れた巨大オパールは、実はバルゴンの卵だった。
日本へ向かう船上でバルゴンは孵化し、井上を餌食にした後、神奈川県葉山に上陸する。一方、開田はアヤという少女に助けられて一命を取りとめ、バルゴンを退治すべく、アヤと共に日本へ向かう。切り札となる「バルゴンの魂」を持って。

## 登場怪獣
ガメラ
レギオンを倒した後、人間の前から去っていたが、バルゴンの存在を感知し、戦いに赴く。
バルゴン
ワニのようだったオリジナルに対して、本作ではどちらかと言えばイグアナに近い形態となっており、デザインは異なっている（頭部には左右に1本ずつ、計2本の角がある。頭頂部に紅い宝石状の結晶体を有し、全身からは輝く棘を生やしている）。
オリジナル同様、宝石を餌として好み、長い舌から冷凍液を吐き、水に弱い。
本作では、目を合わせた人間の欲望を刺激して凶暴化させたり、背中からの虹色光線で敵を攻撃（津波を発生させるほどの威力を誇る）などの能力がある。
本作では、ガメラやギャオスと同様に超古代文明の人工生物が起源とされている。ガメラと同等の体長を誇りながらも、本編に登場したのは亜成体であり、「バルゴンの魂」と言う宝石を取り込むことで、さらなる完全体となると言われている（その完全体と思しき姿はイメージとして登場している）。
ギャオス
米軍のF/A-18を襲うが、海中より出現したガメラに羽を喰いちぎられて倒される。
レギオン
冒頭のみ登場（『ガメラ2 レギオン襲来』のラストシーンとして）。
この他、作中のイメージシーンでジャイガー、ジグラ、イリスらしき怪獣が登場する。

## 登場人物
開田良夫
- オリジナル版の「平田圭介」に当たる。

調布飛行場にある民間会社のパイロット。井上と下丸子に雇われてセスナを操縦し、バルゴンの眠る島へやって来た。
ラストシーンで洞窟に戻っており、「井上の逃亡（遭難）と下丸子の死」以後の出来事は「夢オチ」ともとれる。
アヤ
- オリジナル版の「カレン」に当たる。

開田を助けた謎の少女。バルゴンを倒すため、開田と共に日本へ向かう。
津波で遭難し、開田は海上自衛隊に救出されたが、アヤは消息不明となった。以後、開田にしか見えない存在となる。また、それ以前のシーンも、開田とアヤしかいない状況でしか現れていない。
井上
- オリジナル版の「小野寺」に当たる。

宝石商で、下丸子らと共にバルゴンの島へやって来た。バルゴンの卵を奪い、一人逃走するも、孵化したバルゴンに襲われる（その際、死亡したと思われる）。
下丸子
- オリジナル版の「川尻」に当たるが、死因が異なる。

半生をかけてバルゴンを研究している学者。巨大オパール（バルゴンの卵）を巡って井上と争いになり、死亡。
『ガメラ2 レギオン襲来』の登場人物
概要でも触れている通り、本作は『ガメラ2』と『ガメラ3』の間の話として展開され、本作序盤のシーンは、『ガメラ2』のラストシーンとリンクしている。以下はその序盤の部分に登場した人物。
穂波碧
『ガメラ2』のヒロイン。
帯津
『ガメラ2』の登場人物。

## 登場兵器
自衛隊
- 90式戦車
- 87式偵察警戒車
- 82式指揮通信車
- 73式中型トラック
- 73式小型トラック（旧式）
- 偵察用オートバイ
- こんごう型護衛艦「きりしま」
- しらね型護衛艦「しらね」
- はつゆき型護衛艦「はつゆき」
- F-1支援戦闘機
- AH-1S対戦車ヘリコプター
- UH-1J多用途ヘリコプター
- SH-60J哨戒ヘリコプター
- OH-6D観測ヘリコプター
- 89式5.56mm小銃
- コルト・ガバメント

海上保安庁
- すずかぜ型巡視艇「CL-114 のげかぜ」

在日米軍
- キティホーク級航空母艦「キティホーク」
- F/A-18戦闘攻撃機

## 関連作品
- 『聖獣戦記 白い影』- 井上伸一郎による小説。本作同様平成シリーズの設定を活かしており、やはり四神の青龍にあたる存在としてバルゴンが登場した。